# 近藤俊明
近藤俊明（こんどう としあき）は日本のテレビドラマ作品の監督・脚本家。神奈川県出身。
1989年に国立千葉大学園芸学部卒業。テレビドラマ・劇場映画にフリー助監督として従事した後、テレビドラマ「相棒」等の監督を手がける。

## 作品

### ドラマ
- 月曜ゴールデン
  - 「占い師みすず 事件は運命の彼方に2」（2007年、TBS）
  - 「占い師みすず 事件は運命の彼方に3」（2008年、TBS）
- 相棒シリーズ（テレビ朝日）
  - Season3：EP18（2005年）兼 脚本
  - Season4：#6、#10（2005-2006年）
  - Season5：#6、#13（2006-2007年）
  - Season6：#13、#17（2008年）
  - Season7：#5、#7、#13、#14（2008-2009年）
  - Season8：#12、#14（2010年）
  - Season9：#3、#4、#6、#12、#13（2010-2011年）
  - Season10：#3、#4、#11、#12、#17、#18（2011-2012年）
  - Season11：#2、#7、#8、#16（2012-2013年）
  - Season13：#8（2014年）
  - 相棒 -劇場版III- 序章（携帯動画ドラマ）（2014年）
- 裏相棒（2008年、テレビ朝日）
- 金曜ナイトドラマ
  - 「アンナさんのおまめ」#5（2006年、テレビ朝日）
- 土曜ミッドナイトドラマ
  - 「吉祥天女」#3、#4、#5、#6（2006年、テレビ朝日）
  - 「もうひとつの象の背中」#3、#4（2007年、テレビ朝日）
  - 「コインロッカー物語」#3、#4（2008年、テレビ朝日）
- Cafe吉祥寺で #11～#15、#21～#25（2008年、テレビ東京）
- プレミアムよるドラマ
  - 「最後のレストラン」#1～#4、#6～#8（2016年、NHK BSプレミアム）
- 東京スカーレット〜警視庁NS係（2014年）#1、#2、#5、#6、#9
- 田園ボーイズ（2020年）兼 脚本

### 映画
- 映画版 ふたりエッチ ラブ・アゲイン（2019年） 兼 脚本
- 映画版 ふたりエッチ ダブル・ラブ（2019年）兼 脚本

### 脚本
- 難波金融伝・ミナミの帝王17「極道金融」（2001年、ケイエスエス）
- 相棒 3-18「大統領の陰謀」（協力:輿水泰弘、2005年、テレビ朝日）